# Ley de Convertibilidad del Austral
La Ley de Convertibilidad del Austral (formalmente, Convertibilidad del Austral, Ley N.º 23 928) fue una ley monetaria aprobada en Argentina que estableció una equivalencia fija entre el peso argentino y el dólar estadounidense, formando el popular «uno a uno». Fue aprobada en 1991 por el Congreso argentino, por iniciativa del ministro de Economía Domingo Cavallo, con el presidente Carlos Menem. Fue derogada en 2002 tras once años.
Establecía que a partir del 1 de abril de 1991 una relación cambiaria fija entre la moneda nacional y la estadounidense, a razón de 1 dólar estadounidense por cada 10 000 australes y a partir del 1 de enero de 1992 por un Peso convertible. Exigía la existencia de respaldo en reservas de la moneda circulante, por lo que se restringía la emisión monetaria al aumento del Tesoro Nacional. El período en que duró la ley de convertibilidad se llamó popularmente el «uno a uno», en clara referencia a la igualdad del peso frente al dólar estadounidense.

## Contexto histórico

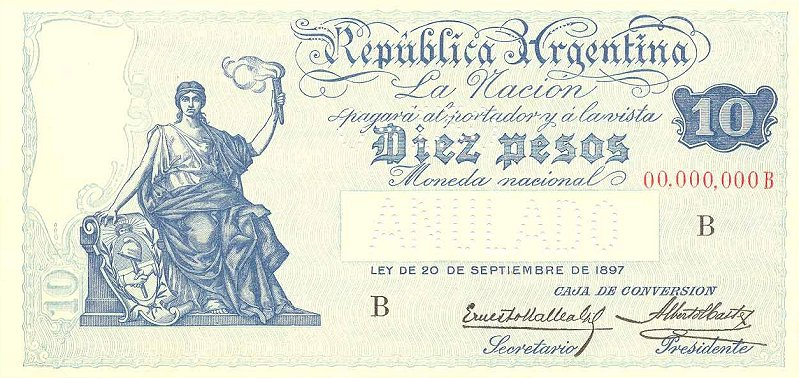
Peso Moneda Nacional, fue la moneda vigente en la Argentina en el período 1881-1969.

Desde principios del siglo XX hasta el final de la Segunda Guerra Mundial, la Argentina se caracterizó por tener una moneda relativamente estable (denominada Peso Moneda Nacional). Entre 1930 tras la crisis económica internacional y el año 1975 la tasa de inflación promedió el 12.3% anual
con un pico menor de 3,8% en 1954, y uno mayor, excepcional, del 113% en 1959, durante el gobierno de Frondizi. La inflación se manifiesta con intensidad a partir de 1956, durante la misma gestión de Aramburu, en que el valor del dólar pasa de 16 a 60 pesos. Durante el gobierno de Arturo Frondizi, electo en 1958, se devalúa a $82[cita requerida] mediante el "plan de austeridad" de su ministro de economía de corte liberal Álvaro Alsogaray, quien fue recordado por su frase "hay que pasar el invierno". El valor del dólar llegó a $250 al asumir Arturo Illia. Luego de ser derrocado en un golpe de Estado, y a poco de comenzar la dictadura de Juan Carlos Onganía, se fijó el valor del dólar en 350 pesos moneda nacional. Debido a la devaluación sufrida de la moneda, en 1970 es reemplazada por el conocido como Peso LeyLa última dictadura militar (1976-1983) finalizó en medio de un descalabro económico, con un fuerte nivel de endeudamiento público y privado y afrontando la Guerra de Malvinas de 1982. El presidente Raúl Alfonsín reconoció la deuda y las leyes de la dictadura saliente y anunció en 1985 un nuevo plan económico denominado Plan Austral y un nuevo signo monetario: el "Austral". En un principio el Plan Austral mostró grietas con el peso de los compromisos financieros asumidos previamente generó un colapso. Para 1989, cuando se produce la salida anticipada de Raúl Alfonsín, el gasto público representaba el 35,6% del PBI y el déficit fiscal ascendía al 7,6% del PBI. De diciembre a diciembre el índice de precios aumentó un 3079%. La Convertibilidad, que ataba el peso al dólar y constreñía la política monetaria, convirtiendo  al Banco Central en una caja de conversión que tenía poder restringido para actuar como prestamista en última instancia del sistema financiero local lo que llevó al colpaso bancario en 2001, los errores en el diseño e implementación del plan sumado a un tipo de cambio artificialmente alto llevó a que durante los 90 a inversión fuera baja, deterioro del balance comercial y de pagos se tradujo en una salida constante de capitales, e impidieron el acceso de inversiones externas, todo lo cual generó una pérdida masiva de los dólares.vez enfrentar los problemas que esto ocasionaba: déficit de cuenta corriente por la sobrevaluación de la moneda y déficit fiscal comercial financiado con un creciente endeudamiento externo.

## Impacto inicial en la economía
El gobierno de Carlos Saúl Menem, llevó adelante desde 1990 una reforma económica: la apertura generalizada al comercio exterior y al movimiento de capitales, la desregulación económica, la privatización de empresas públicas, la reducción del Estado y la reorganización del sistema tributario. El nuevo régimen monetario  estableció una relación con el peso sobrevaluado o, lo que es lo mismo, haciendo que comprar un dólar sea artificialmente barato, incentivando artificialmente las importaciones al mismo tiempo que la rigidez cambiaria castigaba las exportaciones. Argentina se transforma en un país caro en moneda extranjera. 
El plan logró frenar la crisis hiperinflacionaria del gobierno de Alfonsín.
A partir de abril de 1991, tras la aprobación de la Ley de Convertibilidad (ley N.º 23.928), se estableció una paridad fija de 10 000 australes por cada dólar y, a partir del 1 de enero de 1992, con  el Peso convertible. El Banco Central se convirtió en una virtual Caja de conversión con la obligación de respaldar a cada peso en circulación de manera que cada peso en circulación pudiese ser canjeado por un dólar estadounidense. En el año 1995, se produjo una interrupción repentina de las entradas de capital como resultado de la crisis en México y provocó una recesión pero el país se recuperó en un año sin ninguna alteración de las reglas de juego. Se aduce que el plan produjo graves consecuencias en algunos sectores de la  industria argentina. La industria metalúrgica junto con la textil y la del calzado fueron sectores muy castigados a partir de diciembre de 1994 cuando se decide aumentar el impuesto interno IVA del 18% al 21%. Con un tipo de cambio fijo y la presión impositiva en alza, estos sectores no pudieron hacer frente a productos de bajo coste que llegaban de otros países. Los segmentos de mano de obra intensiva son los primeros que sufrieron las consecuencias. 
En paralelo al empeoramiento de las condiciones económicas se produjo la salida del ministro Cavallo jaqueado por causas judiciales por corrupción contra el ministro.

La apertura comercial de los años 1990, el atraso cambiario de la convertibilidad, el menguado poder de compra interno por la destrucción del empleo y los bajos salarios, entre los principales factores, causaron estragos en la mayoría de los sectores industriales en aquella etapa.
En el período 1991-2000 la política fiscal arrojó un déficit promedio anual de 4,1% del PBI, con un total acumulado de 108.634 millones de pesos/dólares. En su primera etapa 1991-1994, ya había crecido 120%, pasando de los 32 mil millones a 70 mil millones de pesos/dólares. El gasto creció, junto a una financiación del déficit en el exterior. Se adoptó una política de endeudamiento que llevó la deuda externa pública durante su gestión de 45 000 millones de dólares (en 1989) hasta 145 000 millones (en 2000).
Durante la vigencia de la Ley de Convertibilidad, debido al crecimiento exponencial de la deuda pública, el gasto público pasó de 46.351 millones de dólares en 1991 a 82.842 millones de dólares en 2001, un aumento del 79%, produciendo un constante y creciente déficit fiscal. En el caso específico de Argentina, la deuda pública externa pasó de $60.000 millones a $105.000 millones a pesar de que se vendieron la mayor parte de las empresas públicas.
En mayo de 1991, a un mes de iniciado el plan, la pobreza en Buenos Aires y zonas aledañas (el conurbano bonaerense) era de 28,9%. Al terminar el régimen de convertibilidad, diez años después la cifra era del 35,4%.

## Primera etapa
La primera gran prueba del plan de convertibilidad se produce con el Efecto Tequila (crisis de la economía mexicana), la cual generó una fuerte salida de capitales y un aumento en el desempleo. La desconfianza creada por la devaluación del
peso mexicano, dio lugar a una caída en el nivel de reservas que habían pasado de 17.930 millones a fines de 1994 a 12.496 millones de dólares para marzo de 1995. A su vez, el déficit fiscal reapareció en el segundo semestre de 1994. La recesión en la Argentina a raíz duró un año y en el segundo trimestre de 1996 la economía creció un 3% anual. La crisis implicó un salto dramático en la tasa de desempleo y un empeoramiento en las condiciones generales del mercado de trabajo.
La tasa de desocupación aumentó constantemente a partir de 1992, para alcanzar el pico de 18,4% de la población activa desocupada, en mayo de 1995. Durante la década de 1990, Argentina mantuvo una desocupación promedio de 11,8% y en octubre de 2001 había un 18,3% de desempleados. Tras la salida de la convertibilidad, este índice alcanzó su máximo histórico en 2002, cuando anualizó un 22,64%. Desde octubre de 1993 hasta el tercer trimestre de 2006 la desocupación a nivel nacional se mantuvo siempre por encima del 10% y recién en el cuarto trimestre de ese año, el índice retrocedió al 8,7%, perforando el piso de dos dígitos. En el cuarto trimestre de 2011 el índice de desempleo oficial llegó al 6,7%, siendo esta la menor cifra desde 1992.
El Secretario del Tesoro estadounidense, Nicholas Brady, sobre el desarrollo de la economía nacional en 1993:

“[…] En ninguna otra parte el progreso ha sido tan drástico como en la Argentina, donde el resultado de las reformas económicas ha excedido las previsiones más optimistas. En efecto, los déficit fiscales se convirtieron en excedentes, la inflación cayó de cuatro dígitos a uno, la inversión aumentó y miles de millones de dólares de capital privado llegaron al país […]. El panorama económico de este país ha sido transformado y un futuro próspero ilumina el horizonte” Nicholas Brady, agosto de 1993.

## Los costos del nuevo régimen
El tipo de cambio sobrevaluado y la apertura comercial provocaron el cierre de muchas industrias nacionales, con el consecuente aumento en la tasa de desempleo. Mucha gente se endeudó en dólares (pero con salarios denominados en pesos) y el gobierno de Carlos Menem se benefició electoralmente de dicha situación.

### Comportamiento de la industria: la desindustrialización
En términos del comportamiento industrial de largo plazo, el proceso de desindustrialización fue el fenómeno peculiar de los años 1990 ya que durante ese período se registra una pérdida de incidencia del valor agregado industrial en el generado por el conjunto de la economía durante la cual disminuyen un 15% el número de establecimientos y se expulsa la cuarta parte de la mano de obra sectorial, alcanzando su mayor intensidad en términos de lo que se puede considerar la gran industrial local (los establecimientos con más de 100 ocupados).
El endeudamiento externo se incrementa a una tasa anual del 8,6% durante la década analizada, más que duplicándose en términos absolutos (de 61 a 140 mil millones de dólares, entre 1991 y 2001). Más acelerada aún es la expansión de los capitales locales radicados en el exterior que lo hace al 9,6% anual, determinando que el stock de los capitales fugados pase 55 a 139 mil millones de dólares durante el período tratado.
Entre 1993 y 2000, en un contexto signado por un aumento en la concentración global de la economía argentina a favor de las empresas de la cúpula, en el mismo período se registró un aumento significativo e ininterrumpido de la importancia relativa de las empresas controladas por actores extranjeros: mientras que en 1993 la participación de este tipo de firmas en el producto bruto global de la cúpula fue del 32%, en 2000 ascendió al 73 por ciento. En efecto, las empresas extranjeras controlaban, en 2000, alrededor del 95% del producto bruto generado, en conjunto, por las líderes que actúan en el ámbito de “minas y canteras” (se trata, básicamente, de empresas que se dedican a la producción de gas y/o petróleo, así como, en menor medida, a la explotación minera), y una proporción similar del de las que se desempeñan en el ámbito de las “comunicaciones”; el 86% del de las que fabrican “maquinarias, equipos y vehículos”; el 82% del valor agregado de las que se especializan en la elaboración de "combustibles, químicos y plásticos"

### Índices de pobreza y distribución del ingreso
El régimen económico se caracterizó por un sostenido aumento en la pobreza y la desigualdad social. En términos distributivos, el período 1995-2001 mostró un proceso de fuerte concentración del ingreso. A su vez, esta evolución repercutió significativamente
en la desigualdad de los ingresos familiares. En efecto, al comienzo de la década la relación de los Ingresos per Cápita Familiares (IPCF) entre el primero y último quintil era de 12 veces y se elevó a 20 veces hacia el final del régimen.
En octubre de 1989 la pobreza llegaba al 47,3% de la población, mientras que en mayo de 1995 (mes en el que se realizaron las elecciones en las que renovó su cargo) este número llegaba al 22,2 por ciento. Sin embargo, en el segundo mandato de Menem, la pobreza volvió a aumentar. En octubre de 1999, mes en el que se realizaron las elecciones presidenciales que ganó Fernando de la Rúa (Alianza), la pobreza afectaba al 26,7 por ciento.

### Déficit en la balanza de pagos
Sin embargo, además del desempleo y la desindustrialización, nuevos factores comenzaron a aquejar a la economía a partir de 1995, las empresas multinacionales giran utilidades y dividendos hacia sus casas matrices, mientras que muchas empresas locales, aprovechado el contexto internacional favorable, se habían endeudado en dólares, ya fuera emitiendo obligaciones negociables (ON) o a través de préstamos bancarios directos, lo que provocó una mayor presión sobre la balanza de pagos, que se volvió deficitaria. Para cubrir esta brecha la única opción viable para el Gobierno, dentro de los márgenes de la convertibilidad, era endeudarse en moneda extranjera, por lo tanto, el desequilibrio externo del sector privado debió ser compensado por el propio Estado. 
En cuanto a la balanza comercial;la relación entre las importaciones y las exportaciones del país en los 11 años de convertibilidad, seis de ellos registraron un saldo negativo (con más importaciones que exportaciones). En esta etapa, el país llegó a tener tres años consecutivos de déficit comercial (entre 1992 y 1994, y entre 1997 y 1999).

### Deuda externa y aumento de impuestos
Cavallo anticipaba que la deuda pública disminuiría hacia el fin del siglo, pero la realidad fue que para el 31 de diciembre de 1995 la deuda del Estado nacional ascendía ya a 87.091 millones y para cuando Domingo Cavallo fue reemplazado por Roque Fernández, en julio de 1996, la misma se había elevado a 90.471,80 millones. Esta situación condujo a un crecimiento en la carga de intereses dentro del gasto público, lo que a su vez generó un aumento en el déficit fiscal. Asimismo el déficit fiscal fue cubierto a través de nuevas deudas. Cuando Domingo Cavallo asumió como ministro de Economía en enero de 1991, la deuda pública era de 61.400 millones de dólares. El restablecimiento pleno de los pagos se había concretado recién en 1993, tras la puesta en marcha del Plan Brady.
Para intentar reducir el déficit fiscal, Cavallo decidió realizar ajustes en los gastos de funcionamiento del Estado y en los servicios sociales. En materia impositiva se aumentó la tasa del impuesto al valor agregado (IVA) del 18 al 21 por ciento (dispuesta en abril de 1995), mientras se analizaba eliminar exenciones en varios impuestos, para así aumentar la recaudación. Más allá de todas estas medidas, a partir de julio de 1996, el déficit fiscal se mantuvo constante, en el orden del 2% del PBI. Un año después en medio de la crisis económica de 1995, Cavallo aumentó las cotizaciones patronales en 30 puntos respecto, la rebaja del 25% a los diferentes niveles de reintegros a la exportación, el aumento de los aranceles a la exportación y del arancel común externo del Mercosur.
La pérdida de competitividad y el encaminamiento a una eventual crisis fue advertida por la ortodoxia peronista a mediados de los 90 como síntomas de una enfermedad holandesa. En ese sentido, el economista Eduardo Curia, basándose en Sebastián Edwards, diferenciaba el tipo de cambio de largo plazo -determinante de los precios relativos y condicionado por los equilibrios interno y externo y otras variables- del tipo de cambio de corto plazo -que clarea las transacciones cambiarias- y señalaba que el problema estaba en establecer si el tipo de cambio vigente es acorde con el real de largo plazo o de equilibrio. De producirse desalineamientos entre ambos, con el real vigente camuflado nominalmente por debajo del de largo plazo, la situación puede sostenerse -transitoriamente- con financiamiento externo privado o deuda externa pública. Así, Curia señalaba que la Convertibilidad posibilitó un modelo de crecimiento sostenido en el endeudamiento externo con disparidad cambiaria.

### Desocupación, subocupación y pobreza
Al asumir el Ministerio de Economía Cavallo, los valores de desocupación y subocupación eran de 8,1 y 8,6 % respectivamente, tras solo cuatro años de su gestión, el desempleo y el subempleo habían alcanzado picos históricos de 18,4 y 11,3 % en mayo de 1995. Contribuyeron al aumento del desempleo y el subempleo, los despidos masivos en las empresas públicas privatizadas, la terciarización de actividades y las sucesivas medidas de flexibilización laboral. En 1990, Argentina tenía una tasa de pobreza del 19 %,
La producción nacional vio destruida su competitividad ya que resultaba más barato importar una cierta máquina de manera íntegra que fabricarla en el país. Con la convertibilidad, que continuó con el gobierno de Fernando De la Rúa, el desempleo pasó del 6,9% al 25,4% en una década.

### Déficit fiscal y pérdida de la competitividad
Parte del importante y constante déficit fiscal que comenzó a experimentar el país a partir de la aplicación del programa de Convertibilidad, se explica en parte por la reforma previsional llevada adelante en 1994. Tras la aparición de las AFJP, se dio una transferencia de recursos al sector privado, que generó una merma en los ingresos públicos, que debía ser cubierta de alguna manera. Paradójicamente, el gobierno solicitó gran cantidad de préstamos a las propias AFJP, aunque a cambio de ese dinero el Estado debía pagar tasas de interés.
Uno de los principales perjuicios que produjo la convertibilidad estuvo en el sector externo. Las causas de este problema fueron el atraso cambiario que progresivamente fue sufriendo la moneda, al que debe sumarse el proceso de apertura comercial irrestricto. Sólo en su primer año de aplicación se duplicó el monto de las importaciones, por lo que en 1998 eran siete veces y media las de 1990. El resultado de la balanza comercial fue deficitario la mayoría de los años en que se aplicó.

## Primera crisis: 1995 - 1997
La depreciación del real brasileño y de otras monedas en 1995, determinó una clara sobrevaluación del peso por estar fijado al dólar. La imposibilidad de competir con las importaciones procedentes de Brasil (libres de aranceles tras la creación del Mercosur), golpeó mucho a las empresas nacionales.
A mediados de 1997 se desató una nueva crisis económica que afecto al modelo de la convertibilidad, a raíz de la crisis en el sudeste asiático, que, por efecto de la globalización, pronto se extendió a otras regiones del mundo.

En agosto de 1998 la crisis estalló en Rusia, con una fuerte devaluación del rublo, lo que provocó el colapso de la deuda de ese país. y Brasil, donde el Real fue devaluado en enero de 1999.
Argentina sufrió la embestida de los inversores, que se reflejó en una retracción crediticia a nivel local, afectando tanto al sector público como al privado. Las provincias y la Nación sufrieron un aumento en las tasas de interés de sus préstamos, mientras que la falta de crédito para pequeñas y medianas empresas provocó una reducción en los niveles de inversión y de empleo. Finalmente, en el mes de octubre de 1997 el Gobierno debió soportar tanto la derrota en las elecciones legislativas como los efectos de una nueva crisis que venía extendiéndose rápidamente desde el sudeste asiático.
Durante ese año, ante el deterioro fiscal, la crisis económica se profundizó con la privatización del Correo Argentino, de los aeropuertos, y de la empresa petrolera YPF (se vendió la “acción de oro” quedándole al Estado solo el 0,02% de las acciones comunes). También hubo intentos por privatizar el Banco Nación.

## Segunda crisis: 1998 - 1999
La segunda crisis de la convertibilidad ocurrió en 1998-1999, con la crisis de Rusia y la devaluación de Brasil.
Desde 1998 la recesión económica se profundizó y la desocupación comenzó a crecer. Para 1999 estaba claro que la situación no podía mantenerse sin tomar alguna medida de fondo. El problema más grave del país era la pesada carga de la deuda pública que se había acumulado como consecuencia de los elevados déficit fiscales que se arrastraban desde 1995.
Los recurrentes problemas de este modelo económico determinaron una recesión desde 1998 que estalló a finales de 2001, y terminaron por provocar el fin de la Ley de Convertibilidad con importantes secuelas de crisis económica, política y social. El producto bruto interno a precios corrientes de 268.697 millones de dólares en 2001 se redujo casi un 64%. En el periodo recesivo y posterior crisis (junio de 1998 a 2002 inclusive), este sufrió una pérdida del 19,5% acumulada, registrándose el mayor descenso en el último año de la crisis con un decrecimiento del 10,9%.
Menem anunció en enero de 1999 su intención de “dolarizar” forzosamente la economía para profundizar la convertibilidad. Durante todo ese año el presidente declaró que, en caso de producirse un ataque especulativo contra el peso, la economía sería automáticamente dolarizada, que finalmente no se llevó a cabo.

## La convertibilidad bajo el gobierno de Fernando de la Rúa
Durante el año electoral, Carlos Menem como los candidatos a sucederlo Fernando De la Rúa y Eduardo Duhalde defendieron la convertibilidad, dando garantías de que el régimen monetario sería mantenido más allá de quien ganara las elecciones. Tras las elecciones presidenciales, el nuevo ministro de Economía, José Luis Machinea encaró un programa de severo ajuste fiscal recomendado por el FMI, que incluyó reducciones del gasto público e incrementos en las alícuotas del impuesto a las ganancias, se encararía un fuerte ajuste fiscal, se rebajarían los aportes patronales y en materia laboral se extenderían los plazos para los contratos a prueba y se establecerían negociaciones salariales a nivel empresa, reduciendo así el poder de los sindicatos, se recortaría el presupuesto en educación y se buscaría arancelar las universidades.

### Última etapa
La crisis definitiva de la convertibilidad se inició en octubre de 2000, tras la renuncia del vicepresidente Carlos Álvarez, disconforme con hechos de corrupción que estaban ocurriendo dentro del gobierno de Fernando De la Rúa. Al respecto Álvarez le recriminaría a Fernando de la Rúa por ratificar en los cargos y promover en el gobierno a los sospechados de corrupción. “Su gobierno fue un fracaso”, le espetó durante el juicio por los sobornos en el Senado.
A comienzos del mes de noviembre del año 2000, el país negoció con el FMI un multimillonario blindaje financiero, con aportes del BID, del Banco Mundial, del Gobierno de España (el mayor inversor extranjero de la Argentina) y de un grupo de bancos privados que operaba en el país. El “Blindaje” se aprobó en el mes de diciembre por 40 mil millones de dólares. Para otorgarlo, el FMI impuso una serie de condiciones: el congelamiento del gasto público primario a nivel nacional y provincial por cinco años, la reducción del déficit fiscal y la reforma del sistema previsional, para elevar a 65 años la edad jubilatoria de las mujeres. El desembolso sería de forma escalonada, durante dos años, con el monitoreo del FMI sobre la marcha de las cuentas públicas. El único destino de ese dinero sería el pago de deudas. el programa reveló resultados insuficientes, sumado a que la disminución de salarios no hacía más que agudizar el cuadro recesivo. El estallido de la burbuja “punto com” en marzo del año 2000 repercutió en un incremento de las tasas de financiación (que llegaban al 14% anual en dólares) agravando aún más la crisis económica de la convertibilidad, lo que se tradujo en una menor recaudación de impuestos y en un incremento constante del déficit fiscal, ya de por sí alto. El Estado a su vez buscaba bajar el déficit aumentando impuestos y recortando servicios sociales, lo que a su vez generaba mayor recesión y un aumento en el déficit, que debía ser cubierto con más deuda y mayores recortes. Las dudas sobre la capacidad de pago del país y sobre la continuidad de la convertibilidad comenzaron a reflejarse en una creciente fuga de depósitos bancarios.
A principios de marzo de 2001 comenzaron a circular evidencias de que Argentina no lograría cumplir con las metas de gasto público y déficit fiscal comprometidas con el FMI, con lo cual peligraban los futuros desembolsos. La salida de depósitos se reanudó: a lo largo del mes de marzo se produjo una fuga de depósitos de 5.543 millones de pesos/dólares, la mayor salida mensual de depósitos de toda la historia Argentina. En ese contexto se produjo la renuncia del ministro José Luis Machinea, quien fue reemplazado por Ricardo López Murphy. El nuevo ministro anunció un severo programa de ajuste fiscal por 2000 millones de pesos, que incluía recortes de fondos en las áreas de salud y educación, recortes en jubilaciones por 127 millones y postergación en el pago de las mismas, anulación de pensiones y becas estudiantiles, achique y recorte en los programas sanitarios por 50 millones, un aumento del IVA del 15 al 21% para espectáculos culturales, fútbol, teatro y cine, eliminación de ayuda a productores rurales de siete provincias por 180 millones, despido de 40.000 empleados públicos, flexibilización laboral, recortes en las indemnizaciones por despido, privatización de las casas de juego y de parte del Banco de la Nación Argentina.
El propio ministro López Murphy abandonó el gobierno tan solo 15 días después de haber asumido su puesto, jaqueado por el descontento social de sus medidas. Fernando De la Rúa ofreció el cargo de Ministro de Economía a Domingo Cavallo, creador de la convertibilidad. Para el mes de julio las provincias no conseguían nuevo financiamiento de los bancos y el gobierno nacional había perdido también el acceso al mercado de bonos. Al asumir, Domingo Cavallo lanzó el programa de “déficit cero”, una reducción de salarios y jubilaciones del 13% que trajo aparejada una nueva profundización de la crisis socioeconómica que vivía el país.
Cavallo anuncio el recorte de 1962 millones de pesos en gastos de la administración pública, pagar en doce cuotas el aguinaldo a las jubilaciones, eliminar becas y subsidios, las fuertes protestas , había negociado con el FMI un paquete de salvataje de cerca de 40 000 millones de dólares (denominado «Blindaje»), que postergaba pagos de capital e intereses, que fracasó, tras lo cual comenzó la fuga de depósitos de los bancos.aprobó el impuesto a las operaciones bancarias y el aumento del IVA del 17 al 21 por ciento. A pedido de Cavallo se efectuaron delegaciones de atribuciones del poder legislativo en el poder ejecutivo conocida como ley de superpoderes que le otorgó parte de la suma del poder público al presidente De la Rúa y su ministro Cavallo.Presentó un plan de «Déficit cero», con un nuevo recorte general de gastos en la administración pública, el riesgo país continuó en alza, y la agencia crediticia Standard & Poor's ubicaba, ya en noviembre, al país entre los de peor calificación de riesgo crediticio del mundo.En noviembre de 2001, Cavallo junto a su equipo económico integrado por Patricia Bullrich, ministra de Trabajo, anunciaron más ajustes. Se aprobó el impuesto al cheque, un recorte del 13 % en haberes previsionales que afectaron a 533 401 jubilados, recortes del 13 % sobre el salario de empleados estatales, el recorte adicional por 570 millones en universidades y se emitió deuda por 3000 millones.
La gestión de la crisis por parte del gobierno deterioró la economía rápidamente: las tasas interbancarias orillaban el 900% anual, el riesgo país se disparó dificultando las inversiones.
En octubre el desempleo fue récord 4,8 millones entre desocupados 18,3% de la población activa y una subocupación del 16,3%. La deuda pública llegó a 132.000 millones de dólares, se registró una contracción mayor al 11% en la actividad fabril y al 20% en construcción en términos anuales, el PBI per cápita bajó 10% y la inversión un 30% y un déficit de 8.500 millones.

### Reestructuración de la deuda: el Megacanje

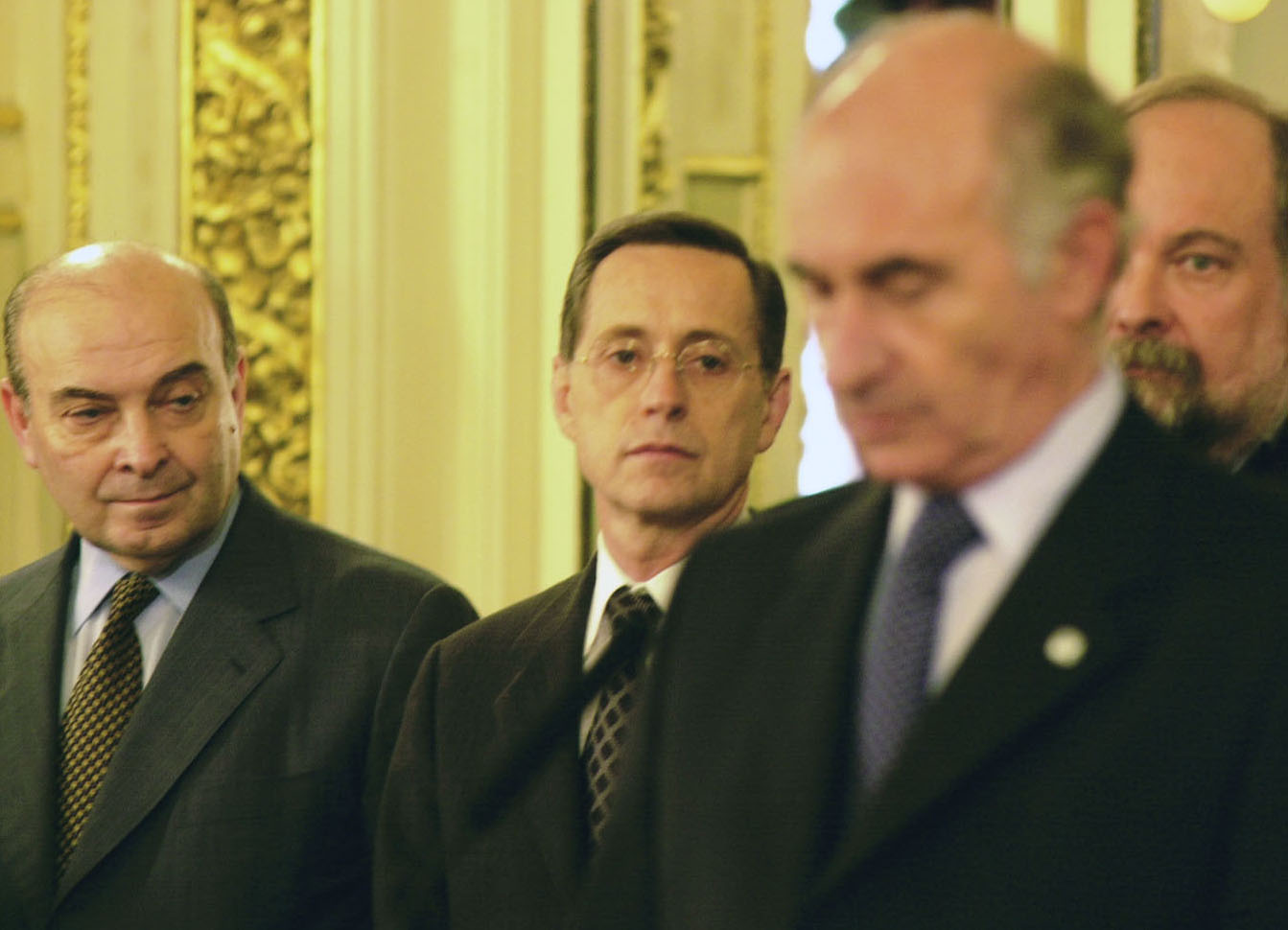
Domingo Cavallo junto a De la Rúa el 16 de diciembre de 2001.

Para comienzos del 2001 se contemplaba que el Banco Central dispondría de reservas adicionales por más de 4 mil millones de dólares, ya que todo el proceso sería acompañado por el FMI, organismo que se había comprometido a desembolsar 3 mil millones de dólares en agosto de 2001 y estaba pendiente el desembolso de la cuota del blindaje correspondiente al cuarto trimestre de 2001, por 1.260 millones de dólares. 
Como compensación por dicha postergación, los intereses de la deuda fueron aumentados al 7 % anual. Aunque las tasas de interés efectivas fueron entre 14,5 y 16 por ciento anual y la deuda creció en 2255 millones, el Blindaje y el Megacanje causaron un aumento del endeudamiento externo. Antes de esta operación hacia finales del año 2000, la deuda externa del país ascendía a los 80 000 millones de dólares. Con posterioridad al Megacanje, la deuda externa aumentaría hasta los 88 000 millones de dólares y alcanzaría 102 000 millones de dólares. Antes del Megacanje Argentina debía pagar en el período 2001-2031 por los vencimientos de su deuda un valor que alcanzaba los 60 500 millones de dólares. Luego del Megacanje, ese valor se incrementaría en un 63 % y llegaría a los 98 400 millones de dólares. Además, la deuda pública total pasaría de los 124 400 millones de dólares a los 126 600 millones de dólares. Por su parte, los intereses de la deuda treparían de 82 300 millones de dólares hasta los 120 700 millones de dólares.
La operación consistió en un canje de bonos con el fin de retrasar los plazos de pago de la deuda a cambio de un incremento en los intereses y en el monto del capital adeudado, y además, abonando a los bancos colocadores comisiones millonarias. A raíz de ellos sería posteriormente procesados Domingo Cavallo, Horacio Tomás Liendo -exasesor de Cavallo, Guillermo Mondino –exjefe de Gabinete de Asesores del Ministro de Economía- y Federico Sturzenegger  Secretario de Política Económica, entre otros. Conjuntamente con un tipo de cambio sobrevaluado, tuvieron un impacto decisivo sobre el aparato productivo local y, por ende, sobre la dinámica del empleo a nivel sectorial. En particular, el sector manufacturero fue expulsor neto de mano de obra, la recesión de mitad de la década empeoró severamente los problemas de empleo, elevando la desocupación a alrededor del 20%.

### La vuelta de Domingo Cavallo
Luego de perder las elecciones legislativas de octubre, Fernando de la Rúa convoca a Cavallo. presentó un plan de «Déficit cero», un nuevo recorte general de gastos en la administración pública. Sin embargo el riesgo país continuó en alza, y la agencia crediticia Standard & Poor's ubicaba, en noviembre al país entre los de peor calificación de riesgo crediticio del mundo.
En noviembre de 2001 Domingo Cavallo junto a su equipo económico  anunciaron más ajustes. Se aprobó el impuesto a las operaciones bancarias, un recorte del 13% en haberes previsionales que afectaron a 533.401 jubilados, recortes del 13% sobre el salario de empleados estatales, y se emitió deuda por 3000 millones.
Estas medidas enfriaron el consumo y conllevaron a una mayor caída de los niveles de empleo. El déficit fiscal se disparó a 4000 millones de dólares. El desempleo pasó de 14,7% en el año 2000 a 25% a comienzos de 2001, niveles que marcaron un récord histórico en el país, superior incluso a los de la crisis de 1930.
Durante el mes de noviembre de 2001 se produjo una salida de 2.917 millones de dólares, agotando la liquidez del sistema financiero. Ante esta situación, el 1 de diciembre de 2001 se decidió establecer controles de cambios y restricciones al retiro de dinero en efectivo de los bancos, conocido como el “Corralito” ante la imposibilidad de poder retirar dinero en efectivo. De un momento a otro, familias de clase media se vieron sin acceso a sus ahorros y con dificultades para pagar sus gastos cotidianos.

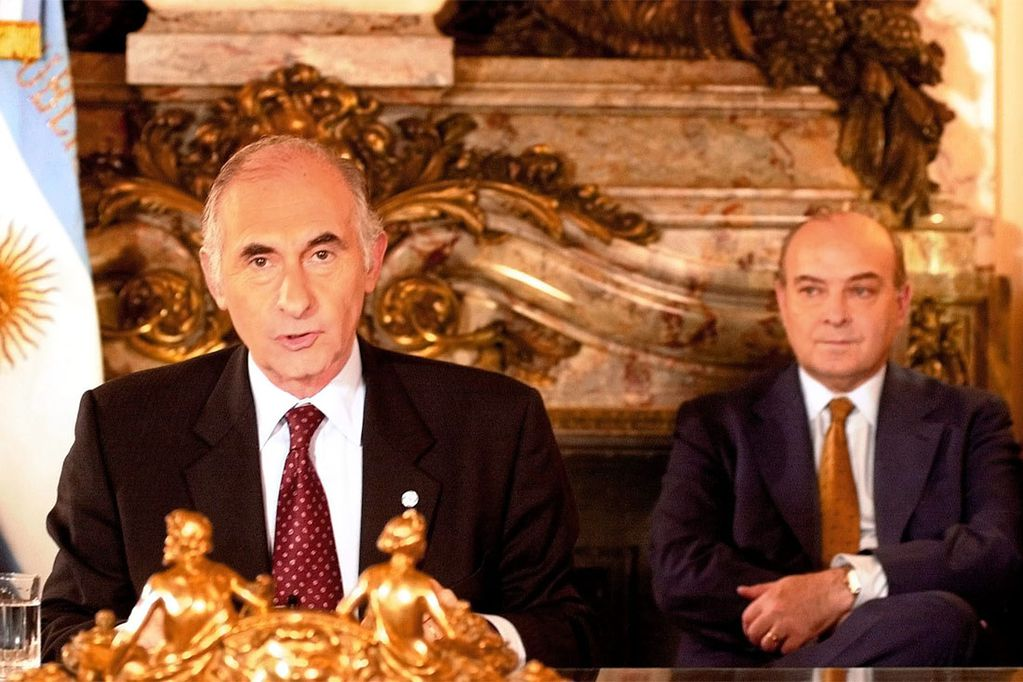
Mensaje de De la Rúa con Cavallo, noviembre de 2001

El 1 de noviembre fue firmado el Decreto de Necesidad y Urgencia N.º 1387, para el canje de la deuda pública nacional y provincial, pactando con los bancos el precio de corte que iban a tener los bonos. El “Megacanje” aumentó, de acuerdo a las proyecciones, el monto de la deuda pública argentina en 53 mil millones de dólares sumado capital e intereses. Junto con el "corralito" y la devaluación, las autoridades declararon la mayor suspensión de pagos en la historia, de US$102 mil millones agravando la fuerte recesión.
A raíz del canje, Cavallo fue procesado junto a otras causas judiciales, que incluyen contrabando agravado, tráfico de armas, corrupción, malversación de fondos públicos, fraude, sobresueldos, estafa y defraudación al Estado, etc.
El día 14 de diciembre Cavallo cancela el vencimiento de Letras del Tesoro por casi US$ 770 millones, 409,7 millones en efectivo y US$ 360 millones a través de la emisión de nuevos títulos, absorbidos por las AFJP. Esta cancelación del 14 de diciembre fue el último pago de deuda que realizó la Argentina.
El 28 de noviembre se dan a conocer adelantos del presupuesto para el año 2002. Se mantiene la baja de los salarios y jubilaciones y se impulsa suprimir el aguinaldo. A fines de ese mes Cavallo impone la restricción de retiro de efectivo de los bancos a 250 USD semanales.

### El Corralito

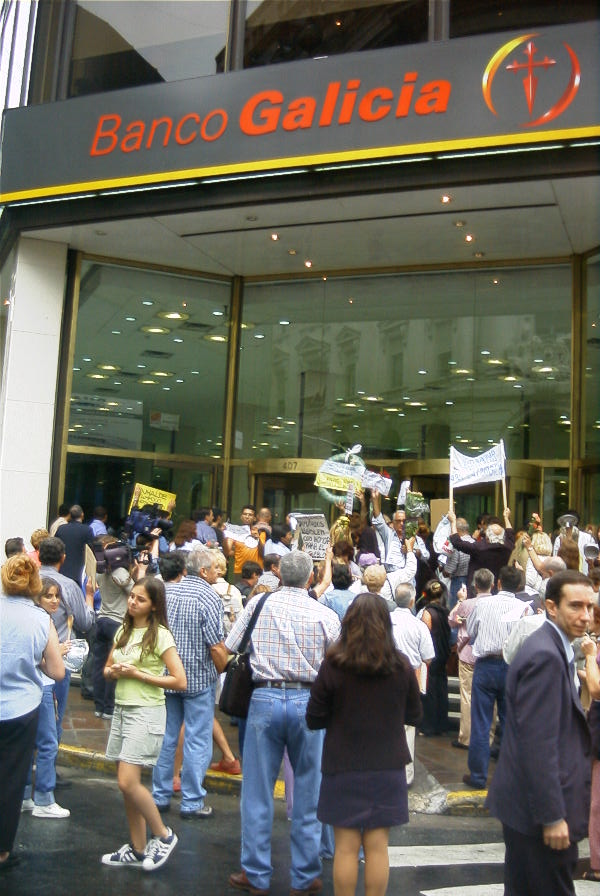
Manifestación en contra del corralito financiero (Nota: la foto es posterior a la renuncia de De la Rúa).

Para contrarrestar la fuga de capitales, que ascendió a 81.800 millones de dólares a diciembre de 2001, el 2 de diciembre se emitió un mensaje en Cadena Nacional donde Cavallo anunciaba la nueva política económica, que introdujo restricciones al retiro de depósitos bancarios, denominada popularmente como Corralito. Los comerciantes registraron caídas de ventas del 50%. Importadores y exportadores se encontraron con dificultades para cobrar y pagar.
La reacción popular fue muy negativa, especialmente en la clase media, por lo que la crisis económica provocó crisis política. Durante todo diciembre hubo protestas, —12 de diciembre: cacerolazos en distintos barrios; 13 de diciembre: séptimo paro general contra el gobierno nacional, protestas en Mendoza y en varios puntos de la provincia de Buenos Aires; 14 al 17 de diciembre: cortes de rutas y consultas populares en todo el país con masiva participación; 18 de diciembre: saqueos a supermercados en varios puntos de la provincia de Buenos Aires—, aunque la protesta masiva más importante estallaría los días 19 y 20 de diciembre.

En casi todos los barrios de Buenos Aires la población se manifestó con un cacerolazo espontáneo para repudiar el estado de sitio decretado por el gobierno radical y la política económica.
El día 19 de diciembre el país amaneció con saqueos y disturbios,  principalmente en el conurbano bonaerense. El 20 de diciembre estallan cacerolazos en varias ciudades del país en esa jornada también murieron muchas personas en ciudades del interior del país, totalizando 39 muertos como consecuencia de la represión en los dos días,
El 20 de diciembre, a los saqueos y desmanes se sumó un cacerolazo generalizado y marchas de miles de personas autoconvocadas que reclamaban la renuncia de Fernando De la Rúa. En el centro porteño se produjeron actos de violencia y represión policial. Las centrales obreras, por su parte, iniciaron una huelga por tiempo indeterminado. Dirigentes de la UCR, entre ellos el senador y expresidente Raúl Alfonsín, se reunieron con Fernando de la Rúa, para plantearle la inmediata necesidad de que renunciara todo el Gabinete. Fernando de la Rúa abandonó su cargo ese mismo día.

## El final del gobierno de De la Rúa
El viernes 14 de diciembre renuncia “por motivos personales” el viceministro de Economía, Daniel Marx tras ser imputado por cohecho y otros delitos, y tras producirse la noche anterior en varias localidades del país, asaltos a supermercados por gente que pedía comida. El 17 de diciembre un paro de los trabajadores ferroviarios dejó inactivos los servicios de trenes de pasajeros y de carga en todo el país. El 18 los docentes y no docentes universitarios, nucleados en CONADU y FATUN, decretaron un paro por 48 horas por no haberse girado los sueldos a las universidades y ante la incertidumbre acerca del cobro del aguinaldo. De la Rúa presentó su renuncia al parlamento a las 19.45 horas el 20 de diciembre de 2001, apenas en la mitad de su mandato constitucional, abandonando la Casa Rosada en helicóptero.
La Asamblea legislativa convocada por el senador Ramón Puerta eligió como presidente de la Nación al entonces gobernador de San Luis, Adolfo Rodríguez Saá, para un período transitorio de 60 días, tras el cual se convocaría a elecciones presidenciales, Rodríguez Saá asumió el 23 de diciembre. Luego de jurar, Rodríguez Saá dio un discurso entusiasta: 

Vamos a tomar el toro por las astas (…) en primer lugar, anunció que el Estado argentino suspenderá el pago de la deuda externa”, tras lo cual estalló una ovación entre los que se encontraban dentro del Congreso.

Rodríguez Saá, anunció que no se devaluaría el peso sino que entraría en circulación una nueva moneda no convertible, llamada “Argentino” con la que se financiarían planes de vivienda, se otorgarían más de 100.000 subsidios y se utilizaría para otorgar un aumento a jubilados y estatales. Sin embargo no logró convencer a la UIA (Unión Industrial Argentina), ni al Grupo Clarín, ni a un importante sector político (conformado tanto por radicales como por justicialistas), disconformes con la decisión del mandatario de no devaluar la moneda en forma inmediata, sino de manera gradual. Según el propio Rodríguez Saá, la falta de apoyo se evidenció a partir de que anunció a la UIA que no tenía pensado devaluar. "Ahí, todos los gobernadores dejan de apoyarme", recordaría después. El ya exministro de Economía Domingo Cavallo declaró:

“ …toda la crónica periodística y las opiniones emitidas durante esos días por el periodista Marcelo Bonelli, que desde mucho tiempo atrás reflejaba el pensamiento de los principales dirigentes de la Unión Industrial Argentina, me terminaron de convencer de que lo que estaba ocurriendo era un quiebre institucional destinado a subvertir toda la organización económica del País, que no se limitaba a la cesación de pagos anunciada por el Dr. Rodríguez Saa.”

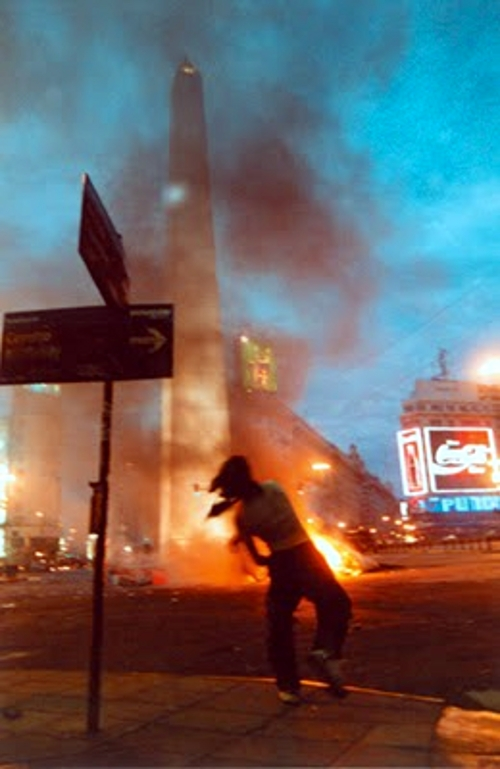
Protestas en la ciudad de Buenos Aires el 20 de diciembre de 2001

Sin el apoyo partidario, asediado por protestas, que incluyeron actos de violencia en el Congreso, presentó su renuncia el 30 de diciembre de 2001. La situación era tal que el propio Ramón Puerta (Presidente del Senado), renunció a su cargo antes de que Rodríguez Saá hubiera hecho pública su renuncia. La sucesión recayó sobre el presidente de la Cámara de Diputados, el “duhaldista” Eduardo Camaño. Éste convocó a la Asamblea legislativa, y llevó a cabo los acuerdos necesarios que llevaron a la presidencia a Eduardo Duhalde, quien asumió el 2 de enero de 2002.
Eduardo Duhalde mantuvo la decisión de su predecesor Adolfo Rodríguez Saá de suspender transitoriamente los pagos de intereses y capital. 

### Consecuencias de la crisis económica de 1998-2001
En el periodo recesivo y posterior crisis (junio de 1998 a 2002), el PBI sufrió una pérdida del 19,5% acumulada, registrándose el mayor descenso en el último año de la crisis de la convertibilidad con un decrecimiento del 10,9%. El producto bruto interno a precios corrientes de 268.697 millones de dólares en 2001 se redujo casi un 64% a fines de 2002. Una de las principales secuelas que dejó la crisis de 2001 fue el aumento de la inequidad en la distribución de la riqueza en comparación con los demás países de América Latina. A nivel nacional la pobreza alcanzó al 57,5% de la población, la indigencia al 27,5% y la desocupación al 21,5%, todos niveles récord para el país.
En la crisis, ante la iliquidez del gobierno central debido a los principios de la convertibilidad, varias provincias emitieron bonos que circulaban como monedas paralelas o “cuasimonedas”, con nombres como el “LECOP” en el ámbito nacional, el “patacón” en la provincia de Buenos Aires y el “quebracho” en el Chaco, entre otras. Esos instrumentos se utilizaron en reemplazo de la moneda de curso legal. Si bien inicialmente su valor real era igual al valor nominal, pronto se vieron depreciados, lo que provocó pérdidas importantes en la capacidad de compra de miles de empleados públicos de distintas provincias, que cobraban sus haberes con estos bonos.

## El final de la convertibilidad
La medida central del gobierno de Eduardo Duhalde sería la salida del plan de convertibilidad, que regía desde 1991. El 6 de enero de 2002, con su Ley 25.561, el Congreso de la Nación aprobó el Proyecto de Ley presentado por el Ejecutivo (ministro Jorge Remes Lenicov) y derogó los aspectos esenciales de la Ley de Convertibilidad N.º 23.928, eliminando las operaciones de conversión monetaria 1 a 1 y la exigencia de contar con reservas por el 100% de la base monetaria.
Según palabras del propio Duhalde:

“Argentina está fundida. La propia esencia de este modelo terminó con la convertibilidad. Arrojó a la indigencia a dos millones de argentinos, destruyó a la clase media, quebró nuestras industrias y pulverizó el trabajo de los argentinos.

En su discurso inaugural Duhalde dijo “van a ser respetadas las monedas en que hicieron sus depósitos. Es decir, el que depositó dólares, recibirá dólares; el que depositó pesos, recibirá pesos”.

Mediante el Decreto 214/2002 del 3 de febrero de 2002 se “pesificaron” los créditos y deudas ($1 a U$S 1), los depósitos bancarios ($1,40 a U$S 1) y se dispuso la estatización de parte de la deuda privada con una diferencia entre $1 y $1,40 con una deuda a cargo del Estado. que junto 471/2002 del 13 de marzo de 2002 se “pesificó” la deuda pública nacional, provincial y municipal regida por ley argentina a $1,40 por cada U$S 1.